# Die Angst des Tormanns beim Elfmeter
Die Angst des Tormanns beim Elfmeter is een West-Duitse dramafilm uit 1972 onder regie van Wim Wenders. Het scenario is gebaseerd op de gelijknamige roman uit 1970 van de Oostenrijkse auteur Peter Handke.

## Verhaal
Een doelman krijgt een rode kaart na een overtreding. Hij brengt daarna de nacht door met het kassameisje van een bioscoop. De volgende morgen vermoordt hij haar. Hij slaat op de vlucht en zoekt een oude vriendin op.

## Rolverdeling
| Acteur              | Personage     |
| ------------------- | ------------- |
| Arthur Brauss       | Joseph Bloch  |
| Kai Fischer         | Hertha Gabler |
| Erika Pluhar        | Gloria        |
| Libgart Schwarz     | Anna          |
| Marie Bardischewski | Maria         |